# 瓦西里·威廉斯
瓦西里·罗伯托维奇·威廉斯（俄语：Васи́лий Ро́бертович Ви́льямс，1863年9月27日（10月9日）—1939年11月11日），是苏联苏联土壤学家、农学家，创立“土壤统一形成学说”，提出了恢复和提高土壤肥力的方法与理论。

## 生平
1863年，出生于莫斯科的建筑工程师家庭。
1887年，毕业于彼得罗夫农林学院。
1888年，赴法国、德国留学。
1922年，任莫斯科季米里亚捷夫农学院院长。
1928年，入党。
1931年，为苏联科学院院士，获列宁勋章。
1939年，去世。

## 作品
- 《土壤学》
- 《土壤学－农作学及土壤学原理》